# The Democratic People’s Republic of Korea
Demokratische Volksrepublik Korea ist eine großformatige nordkoreanische illustrierte Zeitschrift, die seit 1964 monatlich in chinesischer, englischer, koreanischer und russischer Sprache erscheint. Bis Oktober 2020 sind insgesamt 778 reguläre Ausgaben erschienen.